# Abri sous roche Ifri N’Dellal
L'Abri sous roche d'Ifri N'Dellal ou grotte d'Ifria ou encore grotte d’Aourir est un site archéologique contenant d'anciennes inscriptions libyque datant du IIe ou IIIe siècle de notre ère dans la région de Kabylie en Algérie.

## Localisation
Cet abri sous roche occupe la presque totalité du flanc sud d’un énorme rocher cubique de grès numidien, à mi-pente du flanc ouest de la montagne d’Aourir située entre les villages d’Aourir et d’Ifigha, commune qui s'étend au sud de la Daïra d'Azaga, dans la wilaya de Tizi-Ouzou en Kabylie.

Commune d'Ifigha dans la Wilaya de Tizi Ouzou

## Signification du Nom
Ifri N'Dellal signifie « Grotte du guide » (ou littéralement : « cachette de l'indicateur »[réf. nécessaire]) en Kabyle.

## Historique
Ce site archéologique, bien que bien connue des habitants de la région, n'a commencé à être documenté et découvert par les européens qu'à la fin du XIXe siècle.
Il est d'abord cité dans le Bulletin de l'année 1900 du Comité des travaux historiques et scientifiques, puis dans un article décrivant le site avec beaucoup plus de précision écrit par René Brasset et publié en 1909 dans les Comptes rendus de l'Académie des inscriptions et belles-lettres.
Elle est recensée en 1940 dans le Recueil des Inscriptions libyques de Jean Baptiste Chabot sous le numéro 848.

## Description du site
Le site est composé d'une grotte sur laquelle est peint en ocre rouge près de 550 signes disposés en lignes verticales, étalé sur l'abri orné de 9 mètres de large et de 4 mètres de hauteur. Elle est  protégé par un surplomb de rocher de 2,5 mètres à la surface.
Alors que les parois sont ornées de peintures, la partie exposée au soleil est moins conservée, dégradée par le soleil, le vent et la pluie.
Ce qui fait la grandeur de ce site, c’est sa richesse en caractères libyques, la majeure partie des inscriptions étant en en parfait état. Les signes sont particulièrement abondants et d’une grandeur inégalée, allant de 5 à 8 cm. Leurs formes montrent des différences dans l’exécution, ce qui laisse penser que plusieurs auteurs se sont succédé, contribuant à la composition de ces inscriptions à des périodes successives. En plus de ces caractères libyques, on note trois différents dessins :
1. Le premier est une silhouette humaine, les bras en croix étendus et les jambes largement écartées, il est situé dans la partie presque centrale et au bas. Sous chacun des deux bras, on remarque un point digité. Cette silhouette mesure 22 cm de hauteur pour une envergure de 10 cm.
2. Le deuxième est un groupe de huit lignes verticales de diverses grandeurs dont les plus longues mesurent 45 cm et les plus courtes une quinzaine pour une épaisseur de 20 à 25 mm., à mi-hauteur à l’extrême droite de l’abri.
3. Le troisième enfin est une silhouette animale assez effacée dont la tête a totalement disparu. se situant sous le groupe de lignes verticales, sur une croupe saillante et bien arrondie du rocher.